# Wiktor Alexandrowitsch Schnirelman

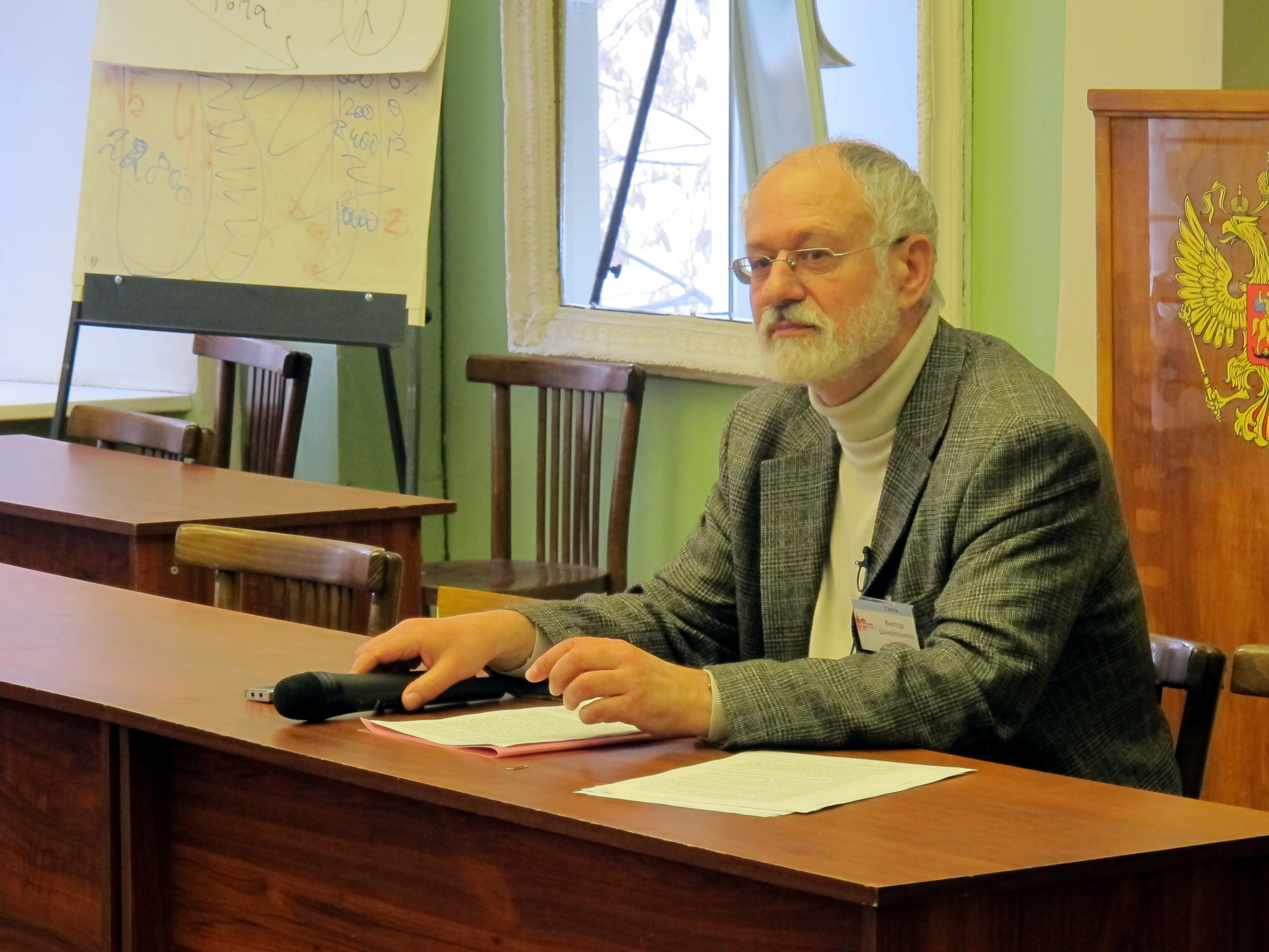
Wiktor Schnirelman, Wikikonferenz 2012

Wiktor Alexandrowitsch Schnirelman (Виктор Александрович Шнирельман; in selbst verwendeter englischer Umschrift Victor A. Shnirelman * 18. Mai 1949 in Moskau, Sowjetunion, heute Russland) ist ein russischer Historiker, Archäologe, Ethnologe und Anthropologe.

## Biografie
Wiktor Schnirelman wurde 1949 in Moskau geboren. 1971 schloss er sein Studium in Archäologie an der Fakultät für Geschichte der Lomonossow-Universität Moskau ab. 1972 begann er mit seiner wissenschaftlichen Tätigkeit am Institut für Ethnographie der Akademie der Wissenschaften der UdSSR (heute Institut für Ethnographie und Anthropologie der Russischen Akademie der Wissenschaften). 1977 verteidigte er hier seine Arbeit zum Thema Ursprung der Rinderhaltung (Происхождение скотоводства). 1990 wurde er ebenda mit seiner Doktorarbeit zum Thema Entstehung der produzierenden Wirtschaft (Возникновение производящего хозяйства: Проблемы первичных и вторичных очагов) promoviert. Ab den 1990er Jahren lehrte er unter anderem an der Russischen Staatlichen Geisteswissenschaftlichen Universität in Moskau. In den Jahren 1993–1996 nahm er an der Arbeit verschiedener internationaler wissenschaftlicher Zentren teil.

## Wissenschaftliche Arbeit
Wiktor Schnirelman hat insgesamt mehr als 300 wissenschaftliche Arbeiten veröffentlicht, darunter mehr als 20 Monographien zu Themen der Archäologie, Linguistik, Geschichte der Urgesellschaft, Sozialanthropologie und Ethnopolitik. Ein Schwerpunktthema ab den 1990er Jahren wurde die Geschichte nationalistischer Ideologien in Russland und anderen GUS-Staaten, der ethnischen Zugehörigkeit und der Politik der Erinnerungspolitik. 2012 wurde ihm der Bericht einer 2012 in Moskau abgehaltenen Wikikonferenz gewidmet unter dem Titel: „Fallen des historischen Gedächtnisses. Ethno-Nationalismus und Probleme der Vergangenheit“ (Ловушки исторической памяти: этнонационализм и проблемы прошлого).
Größere internationale Beachtung brachte unter anderem seine 2003 erschienene Monographie „Kriege des Gedächtnisses“ (Войны памяти), in der er sich mit historischen Mythen in den politischen Ideologien der Kaukasusregion auseinandersetzt, darunter mit der aserbaidschanischen „Albania-Theorie“, in der die heutigen Aserbaidschaner als einzige legitime Nachfolger der kaukasischen Albaner angesehen werden.
Für seinen Beitrag zur Erforschung der Ursprünge der Landwirtschaft wurde ihm die Nikolai-Wawilow-Medaille verliehen. 1998 wurde er zum Mitglied der Academia Europaea gewählt.

## Wissenschaftliche Monographien
- Монографии Происхождение скотоводства . — Москва: Наука, 1980. — 333 с.
- Возникновение производящего хозяйства . — Москва: Наука, 1989. — 448 с.
- Войны памяти: мифы, идентичность и политика в Закавказье . — Москва: Академкнига, 2003. — 592 с.
- Интеллектуальные лабиринты. Очерки идеологий в современной России. — Москва: Academia, 2004. — 480 с.
- Лица ненависти (антисемиты и расисты на марше). — Москва: Academia, 2005. — 360 с.
- Очерки современного расизма. — Петрозаводск: Скандинавия, 2006. — 64 с.
- Быть аланами. Интеллектуалы и политика на Северном Кавказе в XX веке . — Москва: Новое литературное обозрение, 2006. — 696 с.
- Чистильщики московских улиц: скинхеды, СМИ и общественное мнение. — Москва: Academia, 2007. — 116 с.